# Leucanthemum adustum
Leucanthemum adustum — вид рослин із родини айстрових (Asteraceae).

## Біоморфологічна характеристика
Багаторічна трав'яниста рослина. Стебла заввишки (20)30–40(50) см, прямі, принаймні в нижній частині волосисті, переважно одноголові, у верхній третині переважно безлисті. Листки чергові, яскраво-зелені, дещо м'ясисті, жорсткі; нижні переважно лопатоподібні, 5–10 см завдовжки, по краю з 6–20 загостреними зубцями з кожного боку; середні листки зворотно-ланцетні 3–8 × 0.5–1.5 см; середні та верхні — з округлою або звуженою, часто зубчастою, але не сидячою основою. Квіткові голови 3.5-5.5 см у діаметрі. Приквітки чорно-бурі на краю. Крайові квітки жіночі, з білими язичками; інші квітки двостатеві, трубчасті, жовті. Плоди 2.5–3.3 мм завдовжки. 2n=54. Квітне у травні — жовтні.

## Середовище проживання
Зростає у Європі (Швеція, Франція, Німеччина, Швейцарія, Австрія, Ліхтенштейн, Італія, Польща, Чехія, Словаччина, Угорщина, Словенія, Хорватія, Боснія і Герцеговина, Сербія та Косово, Чорногорія, Македонія, Албанія, Румунія, Болгарія, Україна).